# Isomyia calliphoroides
Isomyia calliphoroides är en tvåvingeart som först beskrevs av Malloch 1926.  Isomyia calliphoroides ingår i släktet Isomyia och familjen Rhiniidae. Inga underarter finns listade i Catalogue of Life.